# Ротфронтівський німецький район
Ротфро́нтівський німе́цький райо́н — національний район УСРР (згодом — УРСР) із центром у селі Ротфронт, останній із німецьких національних районів УСРР за часом створення. 

## Історія
Район сформовано згідно з постановою Президії ВУЦВК УРСР «Про склад нових адміністративних районів Дніпропетровської області» від 17 лютого 1935 з частини Молочанського району шляхом виділення з останнього 11-х сільрад: Олександротальської, Гнадетнальської, Гросвейдської, Лібенауської, Маківської, Рікенауської, Вальдгеймської, Гнаденфельдської, Замостянської, Ліхтенфельдської та Широко-Ярської. Адміністративним центром району була менонітська колонія Вальдгейм, яку 31 серпня 1935 було перейменовано на село Ротфронт.
Станом на 1 січня 1933 в одинадцятьох сільрадах загалом мешкало 19 718 осіб, на 15 грудня 1935 площа району становила 835,6 км².
У січні 1939 район було вилучено зі складу Дніпропетровської області і передано до складу новоутвореної Запорізької області. Часті зміни величини району, приєднання та від’єднання сільрад і населених пунктів привносили дезорганізацію, а отже, відігравали деструктивну роль у національному житті адміністративно-територіальної одиниці.
Район скасовано у березні 1939 згідно з постановою ЦК КП(б)У про ліквідацію та реорганізацію національних районів і сільрад (від 5 березня 1939). Сільради Ротфронтівського району було розподілено між Велико-Токмаківським, Ново-Василівським і Чернігівським районами Запорізької області.